# Италия на летней Универсиаде 1959
Италия на первой летней Универсиаде 1959 в Турине (Италия) заняла 1-е место в общекомандном медальном зачёте, завоевав 38 медалей (18 золотых, 10 серебряных, 10 бронзовых). Двукратным чемпионом Универсиады стали спринтеры Ливио Беррути и Джузеппина Леоне, а также теннисистка Раморино.
Кроме них золотые медали Универсиады завоевали: Сальваторе Морале (лёгкая атлетика, мужчины, бег на 400 метров с барьерами), Аттилио Брави (лёгкая атлетика, мужчины, прыжки в длину), Гильберто Эльза (плавание, мужчины, 100 метров на спине), Федерико Деннерляйн (плавание, мужчины, 200 метров баттерфляем), Николетта Сакко (плавание, женщины, 100 метров вольным стилем), Рита Андросони (плавание, женщины, 100 метров на спине), Мария-Кьяра Раморино и Мария-Тереза Ридль (теннис, женщины, парный разряд), Массимо Дризальди и Мария-Тереза Ридль (теннис, смешанный разряд), Владимиро Каларезе (фехтование, мужчины, сабля). Также золото Универсиады выиграли сборные Италии в мужской легкоатлетической эстафете 4×100 метров, в мужских эстафетах по плаванию на дистанциях 4×200 м вольным стилем, 4×100 м комплексным плаванием, в мужском командном первенстве (фехтование, шпага).

## Медалисты

### Золото
| Золото |                                                                 |                                                                 |
| №      | Спортсмены                                                      | Вид спорта (дисциплина)                                         |
| 1      | Ливио Беррути                                                   | Лёгкая атлетика (мужчины, бег на 100 метров)                    |
| 2      | Ливио Беррути                                                   | Лёгкая атлетика (мужчины, бег на 200 метров)                    |
| 3      | Сальваторе Морале                                               | Лёгкая атлетика (мужчины, бег на 400 метров с барьерами)        |
| 4      | Гуидо Де Муртас Сальваторе Джанноне Джорджо Мацца Ливио Беррути | Лёгкая атлетика (мужчины, эстафета 4х100 метров)                |
| 5      | Аттилио Брави                                                   | Лёгкая атлетика (мужчины, прыжки в длину)                       |
| 6      | Джузеппина Леоне                                                | Лёгкая атлетика (женщины, бег на 100 метров)                    |
| 7      | Джузеппина Леоне                                                | Лёгкая атлетика (женщины, бег на 200 метров)                    |
| 8      | Гильберто Эльза                                                 | Плавание (мужчины, 100 метров на спине)                         |
| 9      | Фриц Деннерляйн                                                 | Плавание (мужчины, 200 метров баттерфляем)                      |
| 10     | Сборная Италии                                                  | Плавание (мужчины, эстафета 4х200 метров вольным стилем)        |
| 11     | Сборная Италии                                                  | Плавание (мужчины, эстафета 4×100 метров комплексным плаванием) |
| 12     | Николетта Сакко                                                 | Плавание (женщины, 100 метров вольным стилем)                   |
| 13     | Рита Андросони                                                  | Плавание (женщины, 100 метров на спине)                         |
| 14     | Сборная Италии                                                  | Плавание (женщины, эстафета 4×100 м комплексным плаванием)      |
| 15     | Мария-Кьяра Раморино / Мария-Тереза Ридль                       | Теннис (женщины, парный разряд)                                 |
| 16     | Массимо Дризальди / Мария-Кьяра Раморино                        | Теннис (смешанный разряд)                                       |
| 17     | Владимиро Каларезе                                              | Фехтование (мужчины, сабля)                                     |
| 18     | Сборная Италии                                                  | Фехтование (мужчины, шпага, командное первенство)               |

### Серебро
| Серебро | |                                                          |
| №       | Спортсмены | Вид спорта (дисциплина)                                  |
| 1       | Мужская сборная Италии по баскетболу Франко Бертини Джусто Бонетто Джорджо Боргетти Клаудио Веллути Габриеле Вианелло Чезаре Вольпато Гуидо Карло Гатти Марко Маркьонетти Ренцо Паолетти Джанфранко Пьери Сандро Риминуччи Эцио Чернич тренер Нелло Параторе | Баскетбол (мужчины)                                      |
| 2       | Нерео Свара | Лёгкая атлетика (мужчины, бег на 110 метров с барьерами) |
| 3       | Германо Гимелли | Лёгкая атлетика (мужчины, бег на 400 метров с барьерами) |
| 4       | Сборная Италии | Лёгкая атлетика (мужчины, эстафета 4х400 метров)         |
| 5       | Маурицио Теренциани | Лёгкая атлетика (мужчины, прыжки в длину)                |
| 6       | Сборная Италии | Лёгкая атлетика (женщины, эстафета 4х100 метров)         |
| 7       | Эливиа Риччи | Лёгкая атлетика (женщины, метание диска)                 |
| 8       | Роберто Ладзари | Плавание (мужчины, 200 метров брассом)                   |
| 9       | Алессандра Сальви | Плавание (женщины, 200 метров брассом)                   |
| 10      | Сборная Италии | Фехтование (мужчины, сабля, командное первенство)        |

### Бронза
| Бронза | |                                                          |
| №      | Спортсмены | Вид спорта (дисциплина)                                  |
| 1      | Сборная Италии по водному поло Данте Росси Паоло Пуччи Джузеппе Д’Альтруи Сальваторе Джонта Фриц Деннерляйн Джанкарло Гуэррини Тентори | Водное поло (мужчины)                                    |
| 2      | Джорджо Мацца | Лёгкая атлетика (мужчины, бег на 110 метров с барьерами) |
| 3      | Паоло Пуччи | Плавание (мужчины, 100 метров вольным стилем)            |
| 4      | Марио Лиотти | Плавание (мужчины, 400 метров вольным стилем)            |
| 5      | Николетта Сакко | Плавание (женщины, 400 метров вольным стилем)            |
| 6      | Корнелия Хруска | Плавание (женщины, 100 метров баттерфляем)               |
| 7      | Сборная Италии | Плавание (женщины, эстафета 4х100 метров вольным стилем) |
| 8      | Массимо Дризальди | Теннис (мужчины, одиночный разряд)                       |
| 9      | Мария-Тереза Ридль | Теннис (женщины, одиночный разряд)                       |
| 10     | Сборная Италии | Фехтование (женщины, рапира, командное первенство)       |